# BMW R 26
Cette moto servira de base pour la R 27.

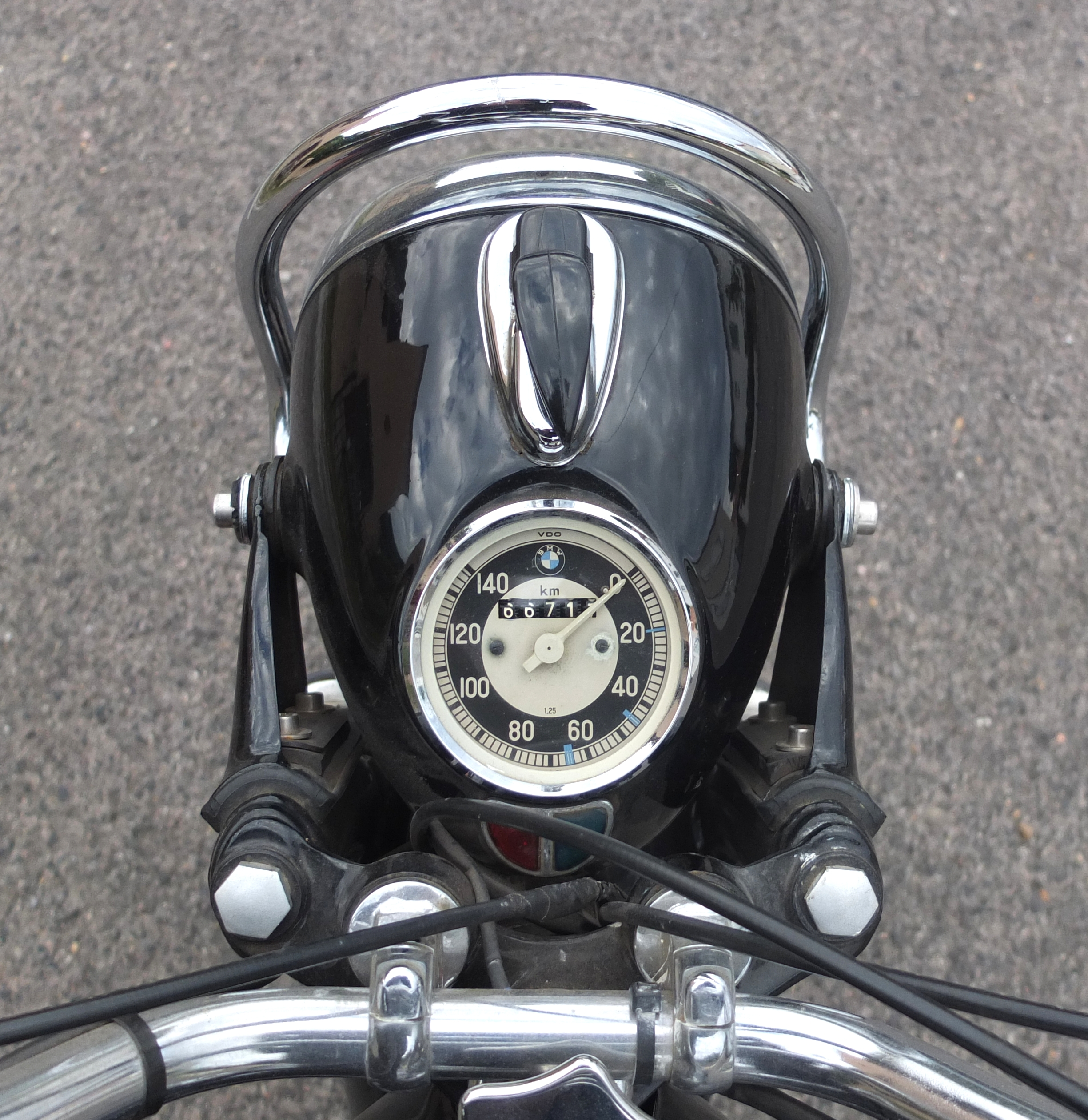
Le compteur